# لیندوس
لیندوس (به لاتین: Lindos) یک محدوده باستان‌شناختی و یک روستای ماهیگیری در جزیره رودس در دودکانس یونان است.
لیندوس در شرق جزیره واقع شده و از نظر تقسیمات کشوری یکی از بخش‌های شهرستان رودس به شمار می‌آید. مساحت بخش لیندوس ۱۷۸٫۹۰۰ کیلومتر مربع است.
لیندوس در حدود ۵۰ کیلومتری جنوب شهر رودس قرار گرفته و به خاطر دارا بودن سواحل زیبا از مقصدهای محبوب گردشگری و تعطیلات است. لیندوس در یک خلیج بزرگ واقع شده و روبه‌روی آن روستای ماهیگیری و تفریحی کوچکی به نام چاراکی قرار دارد.